# Canton de la Rochelle-9
Le canton de la Rochelle-9 est une ancienne division administrative française de la ville de La Rochelle, située dans le département de la Charente-Maritime et la région Poitou-Charentes.

## Géographie
Ce canton était organisé autour de La Rochelle dans l'arrondissement de La Rochelle. Son altitude variait de 0 m (L'Houmeau) à 34 m (Nieul-sur-Mer) pour une altitude moyenne de 7 m.

## Histoire
| Période | Période | Identité             | Étiquette | Qualité                                                                         |
| ------- | ------- | -------------------- | --------- | ------------------------------------------------------------------------------- |
| 1985    | 1988    | Gérard Gomès         | PS        | Entrepreneur à La Rochelle Ancien conseiller général du canton de La Rochelle-1 |
| 1988    | 2008    | Jean-François Douard | DVD       | Médecin anesthésiste Maire de Lagord (1971-2014)                                |
| 2008    | 2015    | Jack Dillenbourg     | PS        | Ancien adjoint au maire de La Rochelle                                          |

## Composition
Le canton de la Rochelle-9 se composait d’une fraction de la commune de La Rochelle et de trois autres communes. Il comptait 17 705 habitants (population municipale) au 1er janvier 2012.
| Nom                     | Code Insee | Intercommunalité  | Population (dernière pop. légale)              |
| ----------------------- | ---------- | ----------------- | ---------------------------------------------- |
| La Rochelle (chef-lieu) | 17300      | CA de La Rochelle | Fraction : 2 102(2012) Commune : 74 998 (2014) |
| L'Houmeau               | 17190      | CA de La Rochelle | 2 818 (2014)                                   |
| Lagord                  | 17200      | CA de La Rochelle | 7 199 (2014)                                   |
| Nieul-sur-Mer           | 17264      | CA de La Rochelle | 5 761 (2014)                                   |

.

## Démographie
| 1990   | 1999   | 2006   | 2011   | 2012   |
| ------ | ------ | ------ | ------ | ------ |
| 14 778 | 16 891 | 17 206 | 17 605 | 17 705 |